# Большой Рог
Большой Рог — река в России, протекает по территории Боровского сельского поселения Калевальского района Республики Карелии. Устье реки находится в 2,5 км р. Иванов Ручей. Длина реки составляет 15 км.
Река берёт начало из Мяндозера на высоте 155,4 м над уровнем моря. Впадает в реку Иванов Ручей на высоте 104,4 м над уровнем моря.

## Данные водного реестра
По данным государственного водного реестра России относится к Баренцево-Беломорскому бассейновому округу, водохозяйственный участок реки — Кемь от Юшкозерского гидроузла до Кривопорожского гидроузла. Речной бассейн реки — бассейны рек Кольского полуострова и Карелии, впадает в Белое море.
Код объекта в государственном водном реестре — 02020000912102000004218.